# Ulrike Sarvari
Ulrike Sarvari (Heidelberg, República Federal Alemana, 22 de junio de 1964) es una atleta alemana retirada especializada en las pruebas de 60 m y 200 m, en las que ha conseguido ser campeona europea en pista cubierta en 1990.

## Carrera deportiva
En el Campeonato Europeo de Atletismo en Pista Cubierta de 1990 ganó dos medallas de oro: en 60 metros —con un tiempo de 7.10 segundos, por delante de la francesa Laurence Bily y la neerlandesa Nelli Fiere-Cooman — y en 200 metros, con un tiempo de 22.96 segundos, por delante de las soviéticas Natalya Kovtun  y Galina Malchugina.
En el Campeonato Europeo de Atletismo de 1990 ganó la medalla de plata en los relevos 4x100 metros, con un tiempo de 43.02 segundos, llegando a meta tras Alemania del Este y por delante de Reino Unido (bronce), siendo sus compañeras de equipo: Gabi Lippe, Andrea Thomas y Silke Knoll.